# 4-й власний гусарський полк королеви
4-й Власний гусарський полк Її Величності (англ. 4th Queen's Own Hussars) — кавалерійський полк Британської армії, вперше сформований у 1685 році. Він прослужив три століття, зокрема, під час Першої світової війни та Другої світової війни. У 1958 році був об'єднаний з 8-м Королівським ірландським гусарським полком, утворивши Королівських ірландських гусарів Її Величності.

## Історія

### Формування та рання історія
Полк був вперше сформований шановним Джоном Берклі як полк драгунів принцеси Анни Данської в 1685 році у відповідь на Повстання Монмута шляхом формування різних незалежних військ і отримав номер 4-й драгунський полк. Полк перейшов на бік короля Вільгельма III у лютому 1689 року і пізніше того ж року воював проти ослаблених сил Якова II у Шотландії. Полк брав участь у битві при Стенкерке, де зазнав важких втрат, у серпні 1692 року та в облозі Намюра в липні 1695 року під час війни Аугсбурзької ліги. Полк знову зазнав важких втрат у битві при Альмансі у квітні 1707 року під час війни за іспанську спадщину і наступного разу воював у битві при Шеріффмуїрі в листопаді 1715 року під час Якобітського повстання.
Полк брав участь у битві при Деттінгені в червні 1743 року, коли рядовий Джордж Дараух хоробро повернув полковий штандарт, який був захоплений французьким офіцером під час війни за австрійську спадщину. Полк зазнав серйозної поразки, коли потрапив у засідку під час серії катастрофічних подій, що призвели до падіння Гента в липні 1745 року, а потім хоробро боровся, щоб пом'якшити поразку британців у битві при Лауфельді в липні 1747 року. Полк офіційно отримав назву 4-й драгунський полк у 1751 році, і, допомігши придушити бунт Гордона в 1780 році, він був названий на честь королеви Шарлотти 4-м (Власним) драгунським полком у 1788 році.

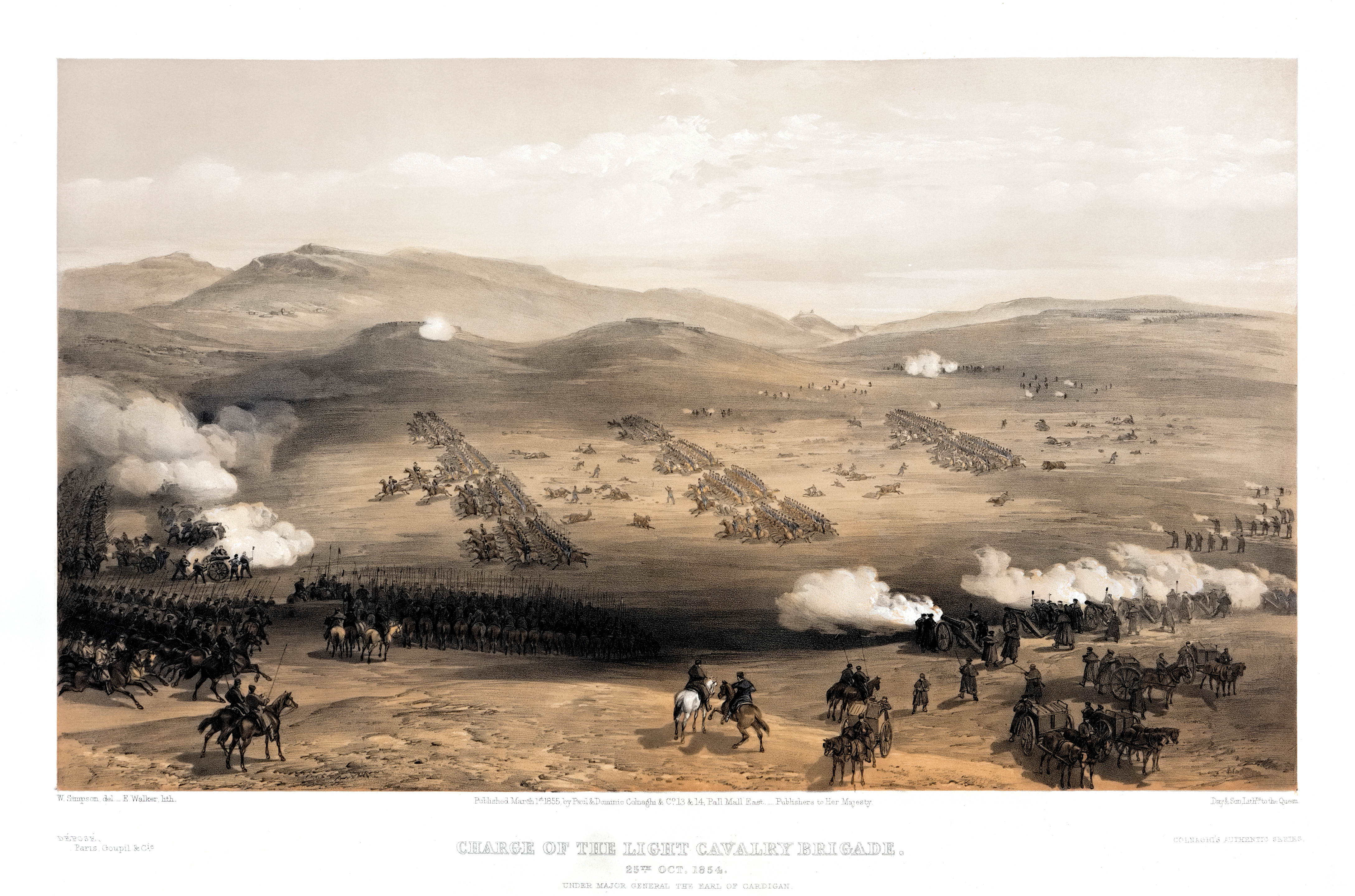
Атака легкої бригади, жовтень 1854 р.; 4-й (королевський) легкий драгунський полк був у другій лінії кінноти (посередині зображення) на правому фланзі (задня частина зображення)

Полк воював у битві при Талавері в липні 1809 року під командуванням сера Артура Веллслі, а потім сприяв успішній засідці на ворога в битві при Усагре в травні 1811 року під час війни на Піренейському півострові. Полк взяв участь в успішній атаці в битві при Саламанці в липні 1812 року і після цього захопив частину срібла Жозефа Бонапарта. Потім він воював у битві при Віторії в червні 1813 року та в битві при Тулузі в квітні 1814 року. У 1818 році полк був перетворений на легких драгунів, ставши 4-м (Власним) полком (легких) драгунів, і вирушив воювати в битві при Газні в липні 1839 року під час Першої англо-афганської війни.
Наступного разу полк брав участь у бойових діях у складі легкої бригади під командуванням генерал-майора графа Кардігана в битві при Альмі у вересні 1854 року. Полк знаходився на другій лінії кавалерії на правому фланзі під час атаки легкої бригади в битві при Балаклаві в жовтні 1854 року. Бригада прорвалася крізь російську кавалерію і відкинула їх назад. Проте вона не змогла закріпити свої позиції, оскільки мала недостатньо сил, і була змушена відійти на свої початкові позиції, зазнавши подальших атак під час цього відступу. Полк втратив чотирьох офіцерів і 55 солдатів у цій катастрофі. Рядовий Самуель Паркс був нагороджений Хрестом Вікторії під час атаки за порятунок життя горніста Х'ю Крофорда.

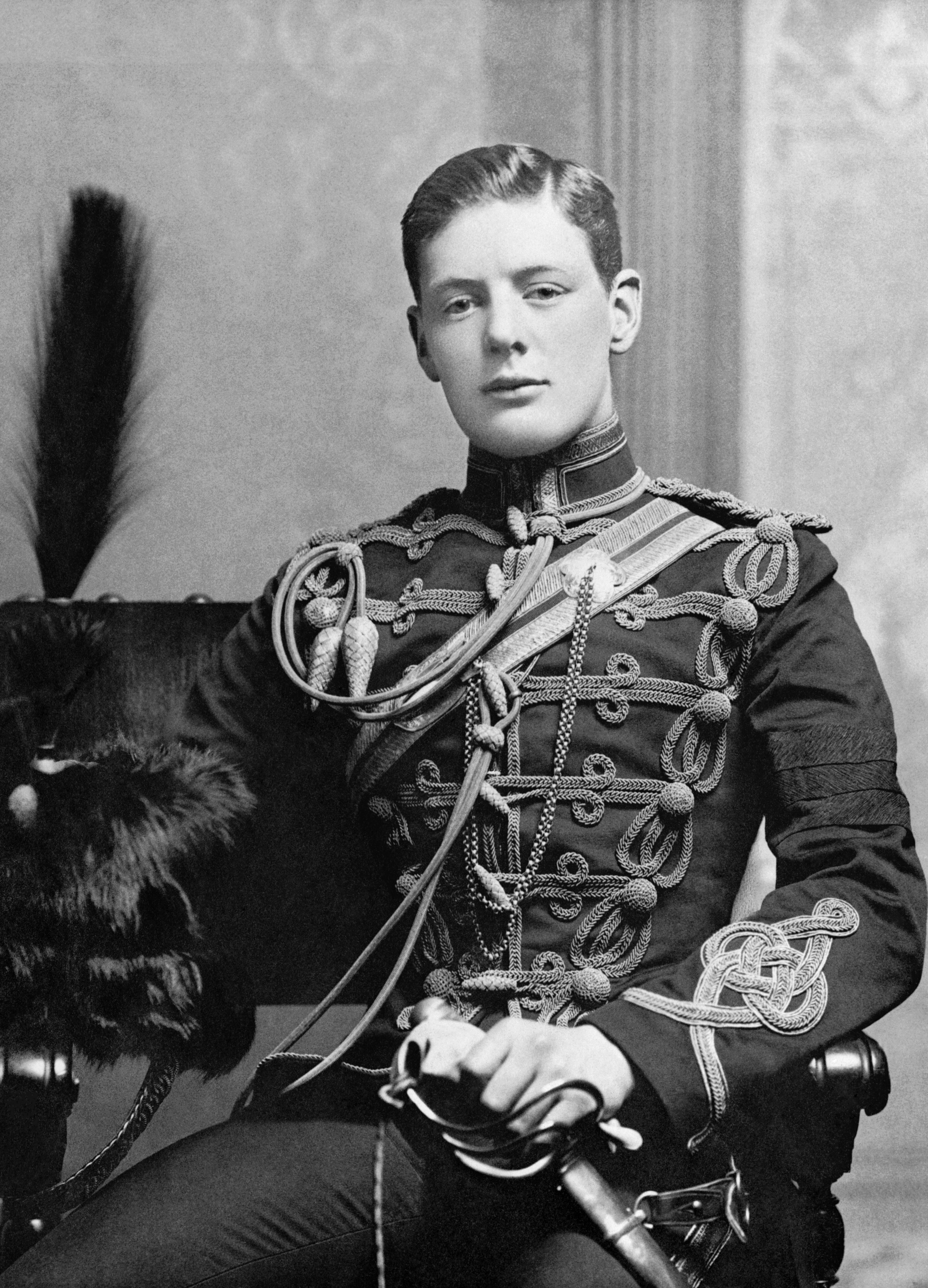
Вінстон Черчиль у 1895 році

У 1861 році полк став 4-м (Власним) гусарським полком Її Величності. Вінстон Черчилль отримав звання корнета в 4-му гусарському полку в лютому 1895 року.

### Перша світова війна
Полк, який базувався в Керрагу на початку Першої світової війни, висадився у Франції у складі 3-ї кавалерійської бригади 2-ї кавалерійської дивізії в серпні 1914 року для служби на Західному фронті. Полк брав участь у Великому відступі у вересні 1914 року, Першій битві при Іпрі в жовтні 1914 року та Другій битві при Іпрі в квітні 1915 року. Полк також допоміг зупинити наступ німців у битві при Морейському лісі в березні 1918 року в конфлікті, під час якого загинув командир полку, підполковник Джон Дарлі.

### Міжвоєнний період
У 1921 році полк був перейменований на 4-й Власний гусарський полк Її Величності. Того ж року він переїхав до Індії і залишався там до 1931 року. Полк був механізований у 1936 році та переданий до Королівського бронетанкового корпусу в 1939 році.

### Друга світова війна

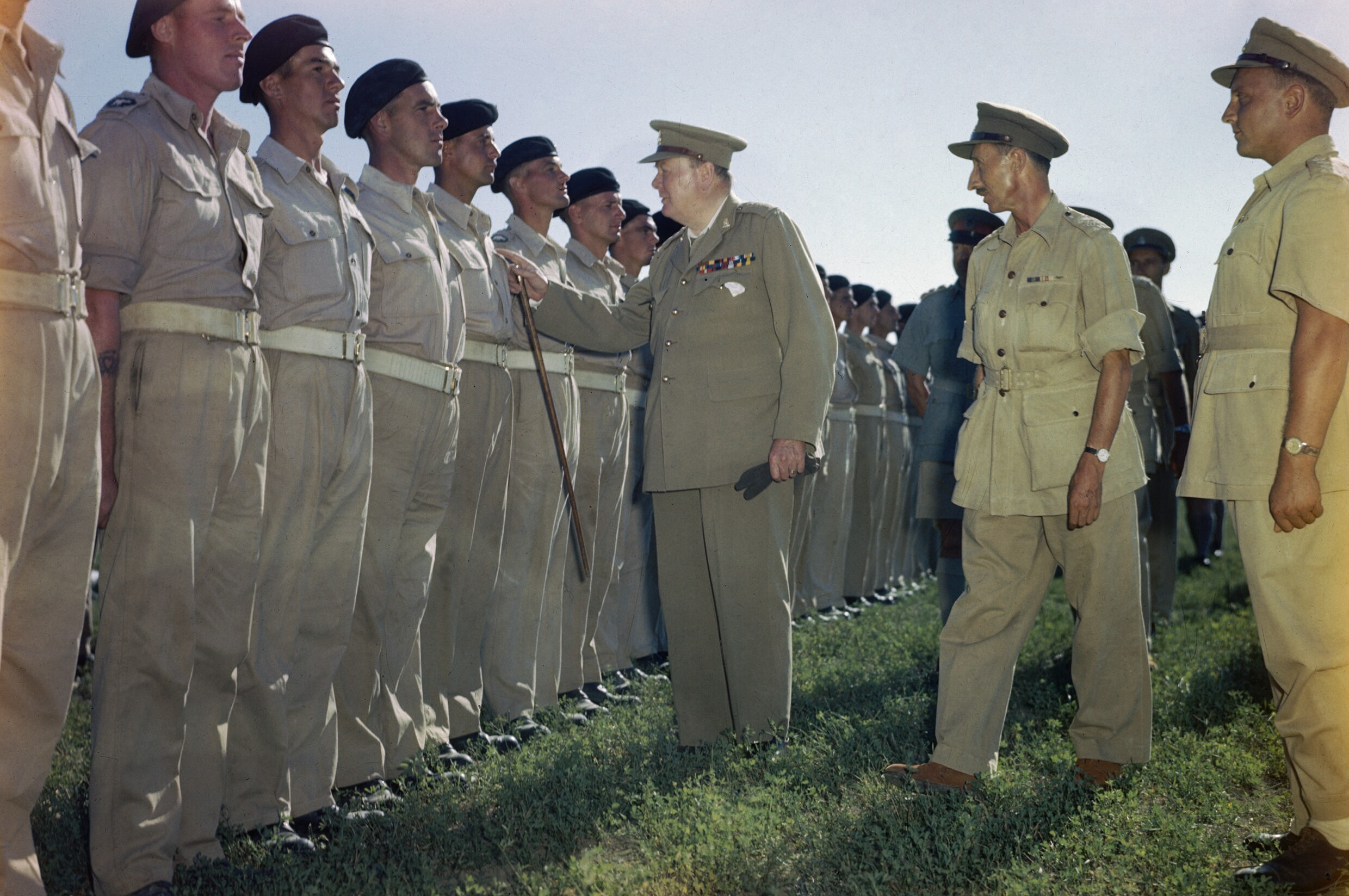
Вінстон Черчилль інспектує людей 4-го гусарського полку королеви на аеродромі Лорето, Італія, 25 серпня 1944 року

Полк був відправлений на Близький Схід, прибувши туди 31 грудня 1940, і в складі 1-ї бронетанкової бригади 6-ї Австралійської піхотної дивізії воював у Грецькій кампанії. Як ар'єргард у бою за міст Коринфського каналу, полк був розгромлений і масово здався в полон, втративши всіх старших офіцерів і понад 400 солдатів. У червні 1941 року полк був відновлений у Каїрі та знову приєднався до 1-ї бронетанкової бригади. Сильно постраждавши під час битви при Газалі в травні 1942 року і втративши майже цілу ескадрилью, яка була придана 3-му йоменському полку графства Лондон (стрільці), у червні 1942 року полк був тимчасово об'єднаний з однією ескадрильєю з (так само виснаженого) 8-го Королівського ірландського гусарського полку, утворивши 4-й/8-й гусарський полк для битви при Алам-ель-Халфі в серпні 1942 року та Другої битви при Ель-Аламейні в жовтні 1942 року. Полк з відзнакою воював в Італійській кампанії під час наступу союзників на території країн Осі. Вінстон Черчилль став почесним полковником полку в 1941 році і служив до об'єднання.

### Післявоєнний період
Після Другої світової війни 4-й гусарський полк був дислокований у Любеку в Німеччині в березні 1947 року, звідки полк був відправлений для служби в Малайській Федерації у вересні 1948 року. Він повернувся до Великої Британії в грудні 1951 року, а потім був направлений до казарм Кана в Гоне у вересні 1953 року. Полк був запланований на скорочення в Білій книзі з питань оборони 1957 року і був об'єднаний з 8-м Королівським ірландським гусарським полком, утворивши Королівських ірландських гусарів Її Величності в 1958 році.

## Музей полку
Колекція полку знаходиться в новому приміщенні у Ворику, відомому як "Трініті Мьюз": музей відкрився у квітні 2022 року.

## Бойові відзнаки
Бойові відзнаки полку були такими:
- Ранні війни: Деттінген, Талавера, Альбуера, Саламанка, Вітторія, Тулуза, Півострівна війна, Газні 1839, Афганістан 1839

- Кримська війна: Альма, Балаклава, Інкерман, Севастополь

- Перша світова війна: Монс, Ле Като, Відступ від Монса, Марна 1914, Ена 1914, Мессін 1914, Армантьєр 1914, Іпр 1914, Пашендейл 1914, Іпрська битва, Бельварде, Аррас 1917, Скарпа 1917, Камбре 1917, Сомма 1918, Ам'єн, лінія Гінденбурга, канал дю Нор, Стоденний наступ та Фландрія 1914-18

- Друга світова війна: Газала, Перша битва за Ель-Аламейн, Рувейсат, Битва при Алам-ель-Халфі, Ель-Аламейн, Північна Африка 1942, Коріано, Сан-Клементе, Сеніо, Лінія Ріміні, Конвентелло-Комаккьо, Переправа через Сантерно, Аргента Gap, Італійська кампанія (1943—1945).

## Хрест Вікторії
- Рядовий Самуель Паркс, Кримська війна (25 жовтня 1854)

## Полковники полку
Полковники полку були такими:
- 1685–1688: Бригадний генерал Джон Берклі, 4-й віконт Фіцхардінг
- 1688: Полковник Томас Максвелл
- 1688–1693: Бригадний генерал Джон Берклі, 4-й віконт Фіцхардінг (повторно)
- 1693–1710: Генерал-лейтенант Алджернон Капелл, 2-й граф Ессекс
- 1710–1713: Фельдмаршал сер Річард Темпл, 1-й віконт Кобхем
- 1713–1735: Генерал Вільям Еванс
- 1735–1768: Фельдмаршал сер Роберт Річ, 4-й баронет

4-й драгунський полк - (1751)
- 1768–1770: Фельдмаршал шановний Генрі Сеймур Конвей
- 1770–1788: Генерал Бенджамін Карпентер

4-й (Власний) драгунський полк - (1788)
- 1788–1797: Фельдмаршал Джон Гріффін, 4-й барон Говард де Волден, KB (лорд Брейбрук)
- 1797–1802: Генерал сер Роберт Слопер, KB
- 1802–1808: Ґай Карлтон, 1-й барон Дорчестер
- 1808–1836: Генерал Френсіс Гугонін

4-й (Власний) полк легких драгунів - (1818)
- 1836–1841: Генерал лорд Роберт Едвард Генрі Сомерсет, GCB
- 1842–1847: Генерал-лейтенант сер Джеймс Чарльз Далбіак, KCH
- 1847–1861: Генерал сер Джордж Сковелл, GCB

4-й (Власний) гусарський полк Її Величності - (1861)
- 1861–1865: Генерал сер Джеймс Хоуп Грант, GCB
- 1865–1874: Генерал Вільям Леннокс Ласель Фитцджеральд де Рос, 23-й барон де Рос
- 1874–1880: Генерал лорд Джордж Август Фредерік Пагет, KCB
- 1880–1881: Генерал Вільям Гемптон Парлбі
- 1881–1904: Генерал Александр Лоу, CB
- 1904–1919: Генерал сер Александр Джордж Монтгомері Мур, KCB
- 1919–1941: Генерал-майор сер Реджинальд Волтер Ральф Барнс, KCB, DSO
- 1941–1958: Полковник сер Вінстон Леонард Спенсер Черчилль, KG, OM, CH, TD, LLD, MP